# Jens Meilleur
Jens Meilleur (* 11. Januar 1993 in Marquette, Manitoba) ist ein ehemaliger Eishockeyspieler, der über die kanadische und die deutsche Staatsbürgerschaft verfügt. Insgesamt verbrachte er fast fünf Spielzeiten bei den Kassel Huskies in der DEL2.

## Laufbahn
Meilleur spielte als Jugendlicher für die Winnipeg Hawks in der Winnipeg-AAA-Liga und dann für die Waywayseecappo Wolverines in der Manitoba Junior Hockey League. Ende Dezember 2009/Anfang Januar 2010 nahm er mit der kanadischen Auswahl an der World Under-17 Hockey Challenge in Timmins, Ontario teil. Zwischen 2010 und 2014 absolvierte er 227 Spiele für den WHL-Klub Brandon Wheat Kings.
Ab 2014 spielte Meilleur für den deutschen Zweitligisten Kassel Huskies. In der Saison 2015/16 gewann er mit den Huskies den Meistertitel in der DEL2 und unterzeichnete kurz danach einen Zweijahresvertrag bei den Nürnberg Ice Tigers aus der Deutschen Eishockey Liga (DEL). Im November 2016 bat er in Nürnberg um die Aufhebung des Vertragsverhältnisses, diesem Wunsch kam der Verein nach. Tags darauf vermeldeten die Kassel Huskies seine Rückkehr.
2019 beendet er seine Karriere.

## Persönliches
Meilleur wuchs in der Ortschaft Elie in der Provinz Manitoba auf, er hat deutsche Großeltern. 2013 erhielt er die deutsche Staatsbürgerschaft.
Seine jüngere Schwester Meike spielt Eishockey an der Penn State University. Seine älteren Brüder Mats und Lars sind ebenfalls Eishockeyspieler.